# Duke Montana
Duke Montana, pseudonimo di Duccio Barker (Roma, 7 febbraio 1975), è un rapper italiano.

## Biografia

### I Power MC's e le prime collaborazioni
Nato a Roma nel 1975 da padre americano e madre italiana, appassionato di hip hop sin da piccolo, Duke inizia a scrivere rime all'età di 9 anni e nei primi anni Novanta inizia la sua carriera con il dj e produttore Ice One incidendo il suo primo vinile. Forma il gruppo Rap “Power MC’s” con i quali registra alcuni brani che andranno a formare una delle prime compilation rap italiane, Italian Rap Attack, pubblicato dalla Irma Records. Nel 1991 forma il gruppo RTR.
Inizia a suonare dal vivo con grandi gruppi rap americani come Onyx, The Beatnuts, Ice T, Kid Frost, Freddy Foxxx, Wu Tang Clan, Afrika Bambataa, Cypress Hill, House of Pain e Public Enemy.
Duke Montana si trasferisce poi a Los Angeles dove con Geetas e DJ Flash registra presso i Paramount Studios. Va poi prima a Las Vegas e in seguito a Londra.
Nel 1994 Duke diventa padre, con la nascita a Londra del figlio Luca Antonio, che in seguito diverrà noto come produttore e beatmaker con il nome di Sick Luke e che produrrà per autori della scena romana come la Dark Polo Gang, per poi diventare autonomo e pubblicare un album da solista nel 2022, X2.
Nel 2000 Duke ritorna in Italia e, nello stesso anno, pubblica l'EP Atlantis Land (Virgin music) nel quale presenta uno stile innovativo che consiste nel mescolare parole inglesi in slang con l'italiano. 

### TruceKlan
Nel 2005 entra a far parte del TruceKlan. Con loro incide nel 2006 la canzone Corpus Christi con Gel e Metal Carter e Roma Violenta insieme a Noyz Narcos e Seppia.
Nel 2008 collabora nella realizzazione di Ministero dell'inferno del TruceKlan partecipando ai brani The Gates of Hell, We Crave Hardcore Rap, Bloodbath e Deadicated. Con il gruppo intraprende nello stesso anno una tournée in Italia e in Svizzera.
Nel 2009 viene pubblicato il suo album da solista Street Mentality. Nello stesso periodo collabora con Fabri Fibra e i Club Dogo oltre ad incidere la colonna sonora italiana del film di Eminem Da Hip Hop Witch.
Nel 2010 viene pubblicato Grind Muzik nel quale il figlio di Duke, nome d'arte Sick Luke, produce il beat della canzone Making Moves. A ottobre del 2011 Duke annuncia sul suo account Facebook l'abbandono del TruceKlan per intraprendere la carriera da solista.

### Il libroRoma Violenta
Nel 2011, in collaborazione con Luca Moretti, pubblica il libro Roma Violenta edito da Castelvecchi. In questo libro il rapper e lo scrittore descrivono il loro percorso di vita a Roma, esempi di vita di strada, in maniera dura e trasgressiva.

### Stay Gold

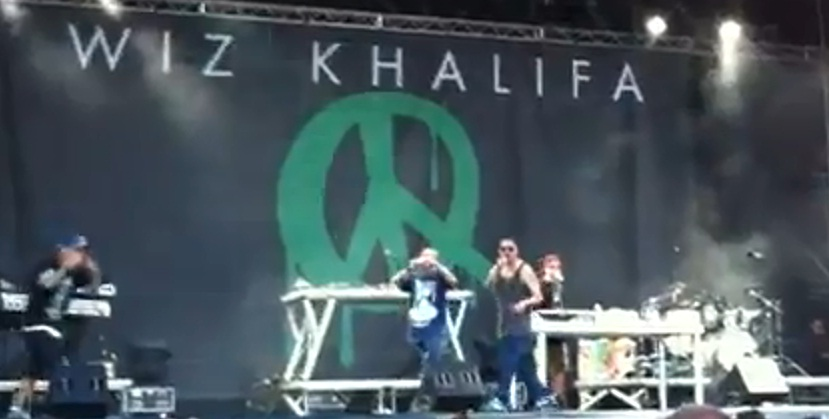
Duke Montana all'apertura del concerto di Wiz Khalifa a Milano nel 2012

Nel 2011 inizia a lavorare al suo nuovo album. Nel frattempo apre i live acts di artisti come Necro, Cypress Hill e House Of Pain. Il 15 luglio 2012 Duke apre l'unica data italiana di Wiz Khalifa in Italia, a Milano, e nella stessa occasione presenta il mixtape Grind Muzik II prodotto Sick Luke. Nell'album sono presenti collaborazioni con Shablo che produce il brano Fuori Orario, e con Don Joe dei Club Dogo, nella produzione del brano Rap Lesson. Il 30 ottobre dello stesso anno viene pubblicato l'album Stay Gold, interamente prodotto dal figlio Sick Luke, pubblicato dalla Sony Music.

### Raw
Ad aprile del 2016 esce il singolo Non chiamarmi prodotto da Sick Luke, per il quale è stato anche girato un video clip diretto da Alxssvndroman, che va ad anticipare l'uscita del nuovo album di Duke Montana annunciato per il 10 giugno del 2016. Interamente prodotto da suo figlio Sick Luke, Raw, distribuito da Sony Music, contiene 10 nuovi brani registrati nel Sick Studio di Roma. Il primo brano dell'album si chiama 94, come l'anno di Sick Luke.

### Libertà
Nel gennaio del 2022 collabora insieme a suo figlio Sick Luke per la traccia conclusiva dell'album di quest'ultimo, X2, intitolata Libertà.

## Filmografia
Duke Montana è comparso in alcuni cortometraggi e alcuni film pornografici nei quali interpretava il ruolo di se stesso. La maggior parte delle scene in cui è apparso sono a sfondo criminale e la tematica dei film è quasi sempre quella della corruzione della società italiana e il suo degrado. Duke è comparso nei film:

### Cinema
- Le amiche del cuore, regia di Michele Placido (1992)
- Zeta - Una storia hip-hop, regia di Cosimo Alemà (2016)

### Televisione
- Mucchio selvaggio, regia di Matteo Swaitz (2007)[10]
- Moralità corrotta, regia di Franco Trentalance (2008)[11]
- Mala vita, regia di Matteo Swaitz (2008)[12]
- Ganja Fiction, regia di Mirko Virgili (2010)[13]

## Discografia

### Album in studio
- 2009 - Street Mentality prod. Meme (Bideri)
- 2012 - Stay Gold (RBL Music Italia/Sony)
- 2016 - Raw (RBL Music Italia/Sony)
- 2018 - Grind Muzik 4 (Kazal/Artist First)

### EP
- 2000 - Atlantis Land prod.Meme (Virgin)

### Mixtape
- 2010 - Grind Muzik (Golden Age)
- 2012 - Grind Muzik 2 (RBL Music Italia / Edel)
- 2014 - Grind Muzik 3

### Singoli
- 2000 – Atlantis Land prod.Meme
- 2000 – Da Hip Hop Witch (colonna sonora)
- 2006 – Lovin' Lola prod.Meme(Summer Hits 2006)
- 2009 – Diss Track feat. TruceKlan
- 2016 – Non chiamarmi prod Sick Luke

### Collaborazioni
- 2000 – Flaminio Maphia feat. Duke Montana - Veteranos Por Vida
- 2003 – Flaminio Maphia feat. Duke Montana, Chef Ragoo, Piotta & Brusco - Combattimento Mortale III
- 2003 – Flaminio Maphia feat. Duke Montana - Da dove vieni
- 2006 – Gel & Metal Carter feat. Duke Montana - Corpus Christii
- 2007 – Chicoria feat. Duke Montana - Combattemose Roma
- 2007 – Chicoria feat. Duke Montana - How We Livin'
- 2007 – Noyz Narcos feat. Duke Montana - Don't Fuck With Me
- 2007 – Noyz Narcos feat. Mystic1, Duke Montana & Miss Violetta Beauregarde - 666
- 2007 – Metal Carter feat. Duke Montana - Con Il Crack
- 2008 – Santo Trafficante feat. Inoki, Duke Montana – Split Personality
- 2008 – Lou Chano feat. Duke Montana & Noyz Narcos - The Gates Of Hell
- 2008 – Gel feat. Mystic1, Duke Montana & Chicoria - True Stories
- 2008 – Duke Montana feat. Noyz Narcos - Bersaglio Accerchiato
- 2008 – Lou Chano feat. Cole, Fabri Fibra & Duke Montana - Deadicated
- 2008 – Rough feat. Duke Montana & Metal Carter - We Crave Hardcore Rap
- 2008 - Noyz Narcos & Dj Gengis Khan feat. Duke Montana - Keep Your Mouth Shut
- 2009 – Cole feat. Duke Montana & Chicoria - Groupie Love
- 2009 – Gast feat. Duke Montana - Everyday
- 2009 – Gast feat. Duke Montana & Noyz Narcos - Sideshow
- 2009 – Gast feat. Chicoria & Duke Montana - Runnin' This Rap Shit
- 2009 – Gast feat. Cole & Duke Montana - Baby
- 2010 – Noyz Narcos feat. Duke Montana - Sotto Indagine
- 2010 – Noyz Narcos feat. Duke Montana - Nel Teschio
- 2010 – Noyz Narcos feat. Duke Montana & Chicoria - L'ultima Chiamata
- 2010 – In The Panchine feat. Duke Montana & Noyz Narcos - Gatto Delle Nevi
- 2011 – Metal Carter & Cole feat. Gast & Duke Montana - Croce Nera Sulla Mappa
- 2011 – Guè Pequeno feat. Duke Montana & Noyz Narcos – Mind Your Bizness
- 2012 – Chicoria feat. Duke Montana - Lonely Streets
- 2012 – Chicoria feat. Duke Montana - Polvere Alla Polvere, Cenere Alla Cenere, Relativo Al Genere[14]
- 2013 – OG Eastbull feat. Balo1 & Duke Montana - R1
- 2022 – Sick Luke feat. Duke montana  - Libertà

## Videoclip
- Corpus Christi di Matteo Swaitz
- Sempre In Movimento di Mauro Russo
- Roma Violenta di Matteo Swaitz
- B.B.C. Anthem di Mauro Russo
- Black Bandana di Samuel Masi
- Diss Track di Samuel Masi
- Sotto Indagine di Mauro Russo
- No Good For Me di Disagio Vision
- Young Vez di Sick Luke
- A Testa Alta di Nothing To See
- Life Reality di Camillo Cutolo
- Grind Muzik di Nothing To See
- Primo Round: Knockout di Odei
- I Rischi Della Notte di Alberto Salvucci
- "94" di Luke Barker (aka Sick Luke)
- Prendi i Soldi di Sick Luke
- Coka di Sick Luke
- Lafayette di Bulldozempire